# Hoplocerambyx spinicornis
Hoplocerambyx spinicornis är en skalbaggsart som först beskrevs av Newman 1842.  Hoplocerambyx spinicornis ingår i släktet Hoplocerambyx och familjen långhorningar.
Artens utbredningsområde är:
- Afghanistan.
- Laos.
- Burma.
- Nepal.
- Pakistan.
- Filippinerna.

Inga underarter finns listade i Catalogue of Life.